# Čvrš
Čvŕš ali kóndil, latinsko condylus, je zaobljena zadebelitev kosti ob nekaterih sklepih.
Lahko se nanaša na:
- na stegnenico v kolenskem sklepu:
  - medialni čvrš stegnenice (medialni kondil femurja)
  - lateralni čvrš stegnenice (lateralni kondil femurja)
- na golenico v kolenskem sklepu:
  - medialni čvrš golenice (medialni kondil tibije)
  - lateralni čvrš golenice (lateralni kondil tibije)
- na spodnjo čeljustnico v temporomandibularnem sklepu:
  - spodnječeljustnični čvrš (mandibularni kondil)
- na zatilnico v atlantookcipitalnem sklepu:
  - zatilnični čvrš (okcipitalni kondil)